# Kańćuka
Kanćuka – powłoki okrywające jaźń w śiwaizmie kaszmirskim i tantryzmie indyjskim. Wszystkie są produktem mai, wraz z którą tworzą ciało karanaśarira.

## Tantryzm
Tradycyjna lista 36 tattw umieszcza sześć kańćuka jako najsubtelniejsze z grupy tattw nieczystych. Andrzej Wierciński objaśniając je jako ograniczenia i zaciskacze wymienia:
1. maja
2. kāla – czas
3. nijati – przestrzeń czynienia
4. radźa – przywiązanie do rzeczy jednostkowych
5. widja – wiedza ograniczająca
6. kalā – cząstkowość

## Śiwaizm kaszmirski
Swami Lakszman Ji, bardzo znany współczesny nauczyciel śiwaizmu kaszmirskiego, rozróżnia
sześć powłok ograniczających kańćuka (satkańćuka):
1. nijati
2. kāla
3. raga
4. widja
5. kalā
6. maja – ograniczona moc indywidualności

## Siddhajoga
W nauczaniu Swamiego Muktanandy występuje pięć kańćuka.
Jako powłoki dla jaźni, stanowią równocześnie jej moce (śakti) o jednostkowej (czyli ograniczonej) sile:
1. kalāśakti – ograniczona moc działania
2. widjaśakti – ograniczona moc wiedzy
3. ragaśakti – ograniczona moc przywiążania
4. nijatiśakti – ograniczona moc praw naturalnych
5. kālaśakti – ograniczona moc czasu